# Mince pie

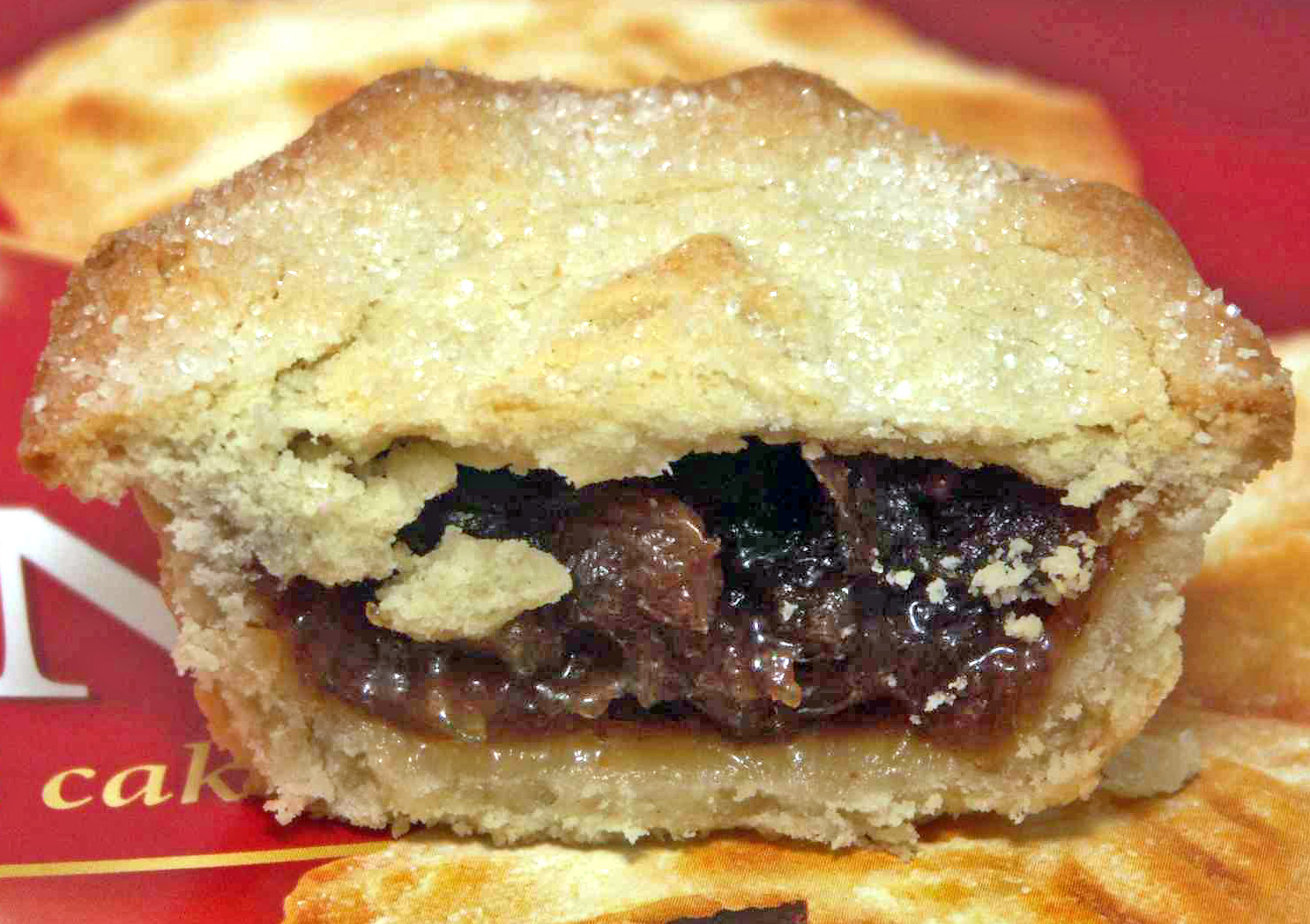
Un mince pie coupé en deux.

La tarte au mincemeat ou tarte à la farlouche (français nord-américain) ou mince pie (français européen) est une tartelette sucrée de Grande-Bretagne, traditionnellement servie pendant les fêtes de Noël. Elle est également connue sous le nom de minced pie et Christmas pie. Son existence remonterait au XIIIe siècle lorsque des croisés européens ramenèrent des recettes du Moyen-Orient combinant de la viande, des fruits et des épices (mincemeat).

## Notions historiques
À l'origine, il a souvent été dit que les mincepies se présentaient sous la forme du berceau du Christ. Cependant, aucune preuve historique n'a confirmé cette théorie jusqu'à ce jour.
En 1413, le roi d'Angleterre Henri V fit servir un mincemeat pie (ancêtre de l'actuel mince pie) pendant son couronnement. Au début du XVIe siècle, le roi Henri VIII adorait consommer cette tarte à Noël.
Oliver Cromwell, militaire et homme politique anglais, détestait la période de Noël car elle incitait à la gourmandise et à la consommation d'alcool. En accord avec le Conseil puritain, il décida donc d'abolir Noël le 22 décembre 1657. À Londres, les soldats eurent pour ordre de saisir, par la force si nécessaire, toute la nourriture qui célébrait Noël. C'est ainsi que le mincemeat pie fut interdit. Cromwell pensait qu'il constituait un péché, un plaisir coupable. Le roi d'Angleterre Charles II restaura les fêtes de Noël lorsqu'il accéda au trône en 1660. Le mincemeat pie perdura dans le temps et devint progressivement plus petit et plus sucré les siècles suivants.
Au cours des XVIIe et XVIIIe siècles, les mince pies avaient des formes excentriques voire kaléidoscopiques[pas clair]. À cette époque, les mince pies étaient parfois appelés shred pies ou encore secrets pies. Autour de 1720, la viande principalement utilisée dans la préparation des mince pies était la langue de bœuf ou, plus rarement, des tripes.
Au XIXe siècle, le minced roast beef devint une véritable tradition à la cour d'Angleterre. Il fut servi à chaque repas de Noël à la reine Victoria, grâce à son chef cuisinier Charles Elmé Francatelli. Celui-ci instaura aussi la recette du lemon mincemeat (mincemeat au citron).
Aujourd'hui, inclure de la viande au mince pie est optionnel. Le mince pie contemporain est surtout composé de fruits secs, d'alcool distillé et d'épices (cannelle, clous de girofle, noix de muscade),.

## Recettes

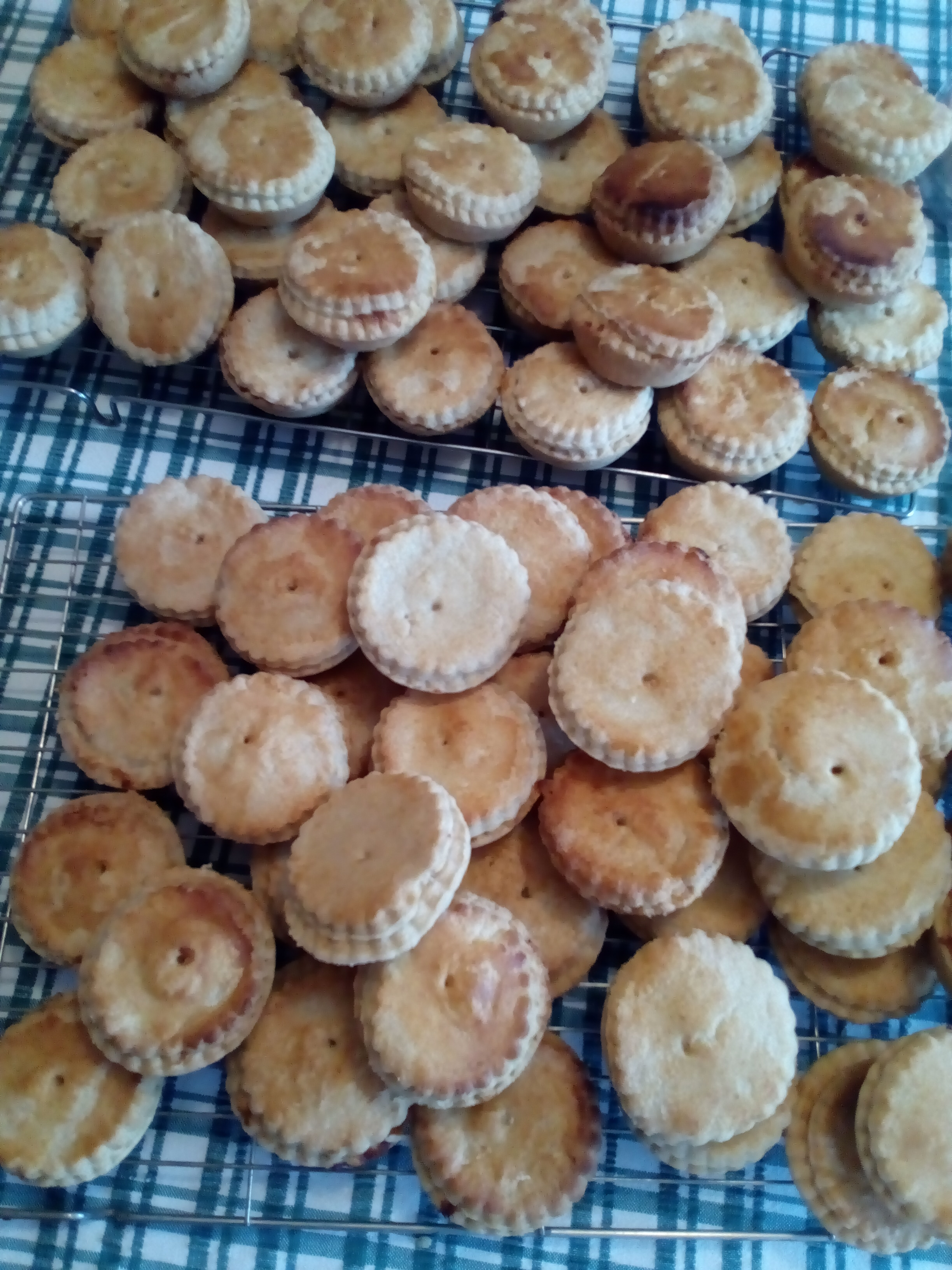

Les ingrédients de base de la recette traditionnelle sont du beurre, de la farine, de la pâte à tarte, un œuf, du mincemeat (garniture comprenant des fruits secs et des épices) et du sucre glace. La recette du mince pie se décline généralement en quatre étapes très rapides,.
Au fil des années, certaines recettes originales autour du mince pie sont apparues comme ceux à l'abricot et aux noisettes ou encore à l'orange, aux canneberges et aux amandes. Ces recettes dérivées connaissent également un grand succès[non neutre].
Au Royaume-Uni, le mince pie est généralement accompagné de sherry (un vin d'Espagne connu sous le nom de xérès en français), de porto (un vin portugais) ou de thé.
Dans le livre Lettres à sa fille, attribué à Calamity Jane (sans qu'il soit prouvé qu'elle en soit l'auteure), la célèbre femme de l'Ouest donne sa propre recette du mince pie.

## Consommation
Outre le Royaume-Uni où cette friandise de Noël est très appréciée, le mince pie est également répandu dans les autres pays anglophones. Aux États-Unis, il est appelé mincemeat pie et se retrouve sous la forme d'une tarte et non d'une tartelette. Il conserve cette appellation en Nouvelle-Zélande où il comprend d'autres ingrédients comme de la moutarde, de la sauce tomate et des champignons. Ce pays a la particularité d'avoir modifié le mince pie anglais en une grande tarte salée.
Des livres de cuisine français proposent la recette de tartelettes aux épices, équivalents français du mince pie anglais.